# آنتونی ون دایک

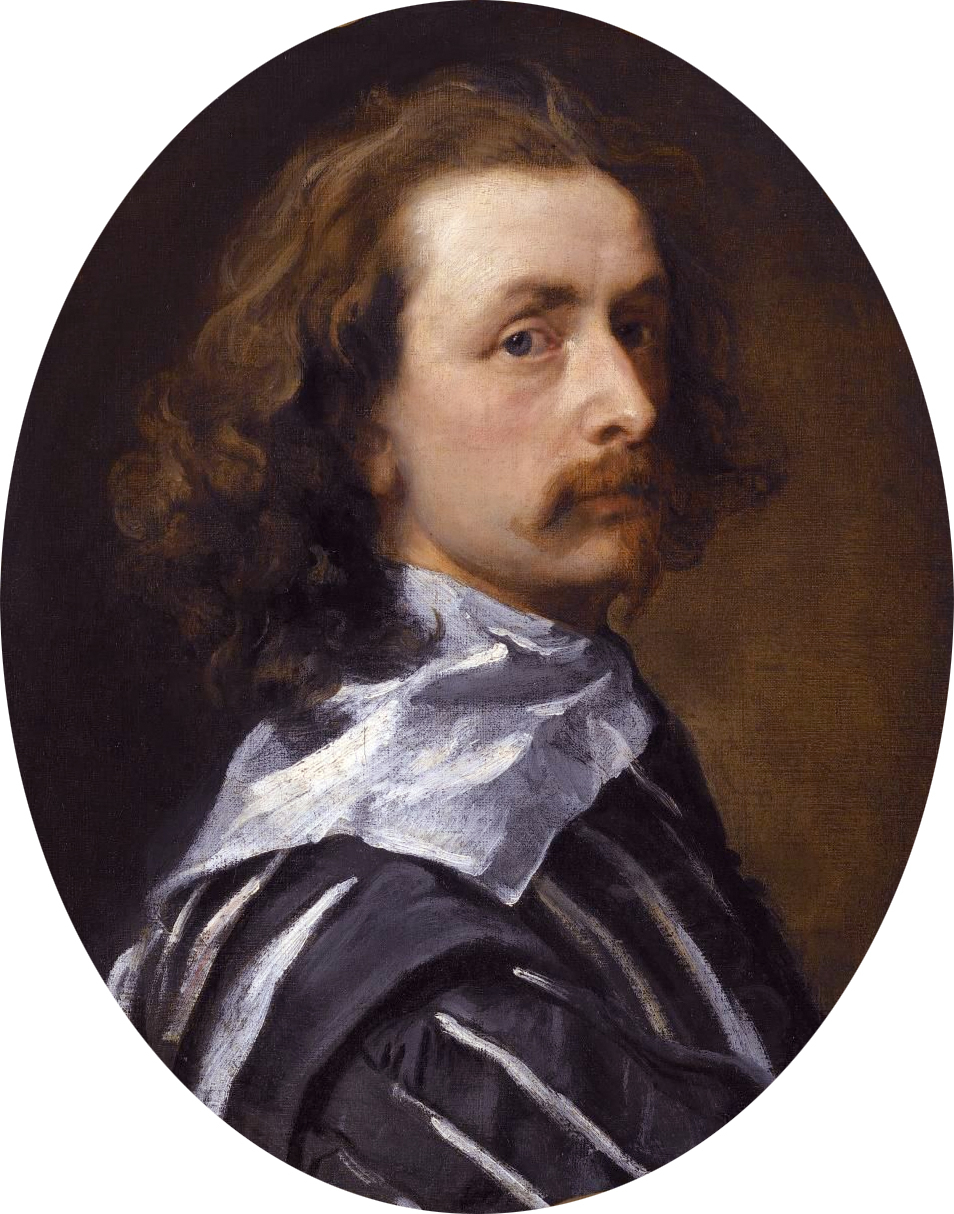
خودنگاره

سر آنتونی ون دایک (هلندی: Anthony van Dyck؛ ۲۲ مارس ۱۵۹۹–۹ دسامبر ۱۶۴۱) نقاش بلژیکی و یکی از بهترین پُرتره‌نگاران سده ۱۷ میلادی بود. وی در سال ۱۶۳۲ نقاش رسمی دربار چارلز اول انگلستان و اسکاتلند شد.

وی به شهرت بالایی دست یافت و شیوهٔ نگارگری او در طول ۱۵۰ سال آینده به سبکی غالب در نقاشی پرترهٔ انگلیسی بدل گردید. فان دیک علاوه بر نقاشی پرتره درکشیدن سوژه‌های افسانه‌ای و موضوعات مربوط به کتاب مقدس نیز مهارت داشت و توانایی‌های ممتاز خود در طراحی را نیز به نمایش گذاشته بود. او را همچنین یکی از نوآوران مهم در نقاشی آبرنگ و قلم‌زنی به‌شمار می‌آورند.

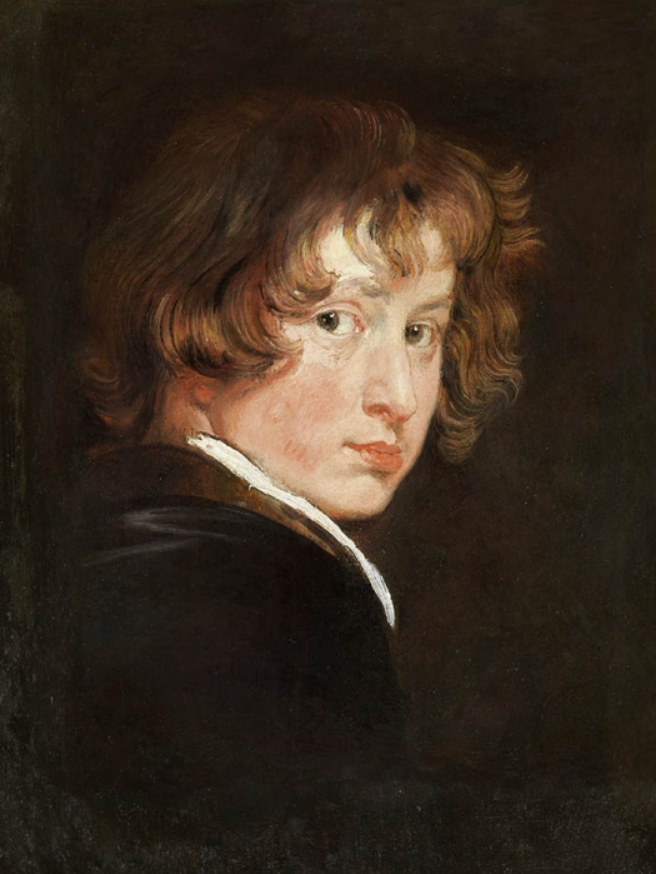
سلف پرتره وندایک در نوجوانی

قهوه‌ای ون دایک یا قهوه‌ای کاسل در قرن هفدهم میلادی، توسط ون دایک شناخته و مورد استفاده قرار گرفت. قهوه‌ای ون دایک رنگیزهٔ خاک سمی به رنگ شکلاتی سیر (تیره‌تر از آمبر سوخته) با ته رنگ سبز است و با این مخلوط تهیه می‌شود؛ آمبر سوخته + سیاه+ قرمز شفاف اخرا. آمبر و سیه نا هر سه رس هستند اما حاوی ناخالصی‌هایی که آن‌ها را رنگی ساخته‌است. بدین ترتیب که اولی حاوی Fe203 و دومی حاوی F203 و Mn02 و سومی حاوی هیدروکسید_ اکسید آهن آبدار_ nH20 , Feo-OH می‌باشد؛ بنابراین هر سه از سیلیکات هستند. (زیرا رس‌ها همگی سیلیکات هستند) اما سیلیکات‌های آهن‌دار که در بین آهن‌ها قرار می‌گیرد، آمبر حاوی منگنز می‌باشد.
هفتمین فرزند فرانس ون دایک، تاجر ابریشم ثروتمند آنتورپ ، آنتونی از کودکی نقاشی می‌کرد. او در اواخر نوجوانی خود به‌عنوان یک نقاش مستقل موفق بود و در سال ۱۶۱۸ در انجمن صنفی آنتورپ استاد شد. در این زمان او در استودیوی نقاش برجسته شمالی آن روز، پیتر پل روبنس ، کار می‌کرد که تأثیر عمده‌ای داشت. روی کارش ون دایک در سال ۱۶۲۱ چند ماه در لندن کار کرد، سپس برای مدت کوتاهی به فلاندر بازگشت، قبل از سفر به ایتالیا، جایی که تا سال ۱۶۲۷ بیشتر در جنوا در آنجا ماند. در اواخر دهه ۱۶۲۰، او مجموعه‌ای از حکاکی‌های پرتره را که بسیار تحسین برانگیز بود، تکمیل کرد .، بیشتر هنرمندان دیگر. او پس از بازگشت از ایتالیا، پنج سال را در فلاندر گذراند و از سال ۱۶۳۰ نقاش دربار ایزابلا ، فرماندار هابسبورگ فلاندر بود. در سال ۱۶۳۲ به درخواست چارلز اول انگلستان به لندن بازگشت تا نقاش اصلی دربار شود .
به استثنای هولبین ، ون دایک و دیگو ولاسکز معاصرش اولین نقاشان با استعداد برجسته‌ای بودند که عمدتاً به‌عنوان پرتره نگار دربار کار کردند و این ژانر را متحول کردند. او بیشتر برای پرتره‌های اشراف، به ویژه چارلز اول، و خانواده و همکارانش شناخته شده است. ون دایک تأثیر غالب در نقاشی پرتره انگلیسی برای ۱۵۰ سال آینده شد. او همچنین موضوعات اساطیری و انجیلی را نقاشی می‌کرد، از جمله مجسمه‌های محراب، امکانات برجسته‌ای را به‌عنوان یک نقشه‌کش به نمایش می‌گذاشت، و یک مبتکر مهم در آبرنگ و حکاکی بود.. قلم موی فوق‌العاده او، که ظاهراً به سرعت نقاشی می‌شود، معمولاً می‌تواند از مناطق بزرگ نقاشی شده توسط دستیاران زیادش متمایز شود. سبک پرتره او در بین کشورهای مختلفی که در آنها کار می‌کرد به‌طور قابل توجهی تغییر کرد و در ظرافت آرام آخرین دوره انگلیسی او به اوج رسید. نفوذ او به دوره مدرن گسترش می‌یابد. ریش ون دایک به نام او نامگذاری شده است. چارلز اول در طول زندگی خود به او نشان شوالیه اعطا کرد و در کلیسای جامع سنت پل به خاک سپرده شد که نشان از جایگاه او در زمان مرگش بود.

## زندگی و حرفه

### آموزش

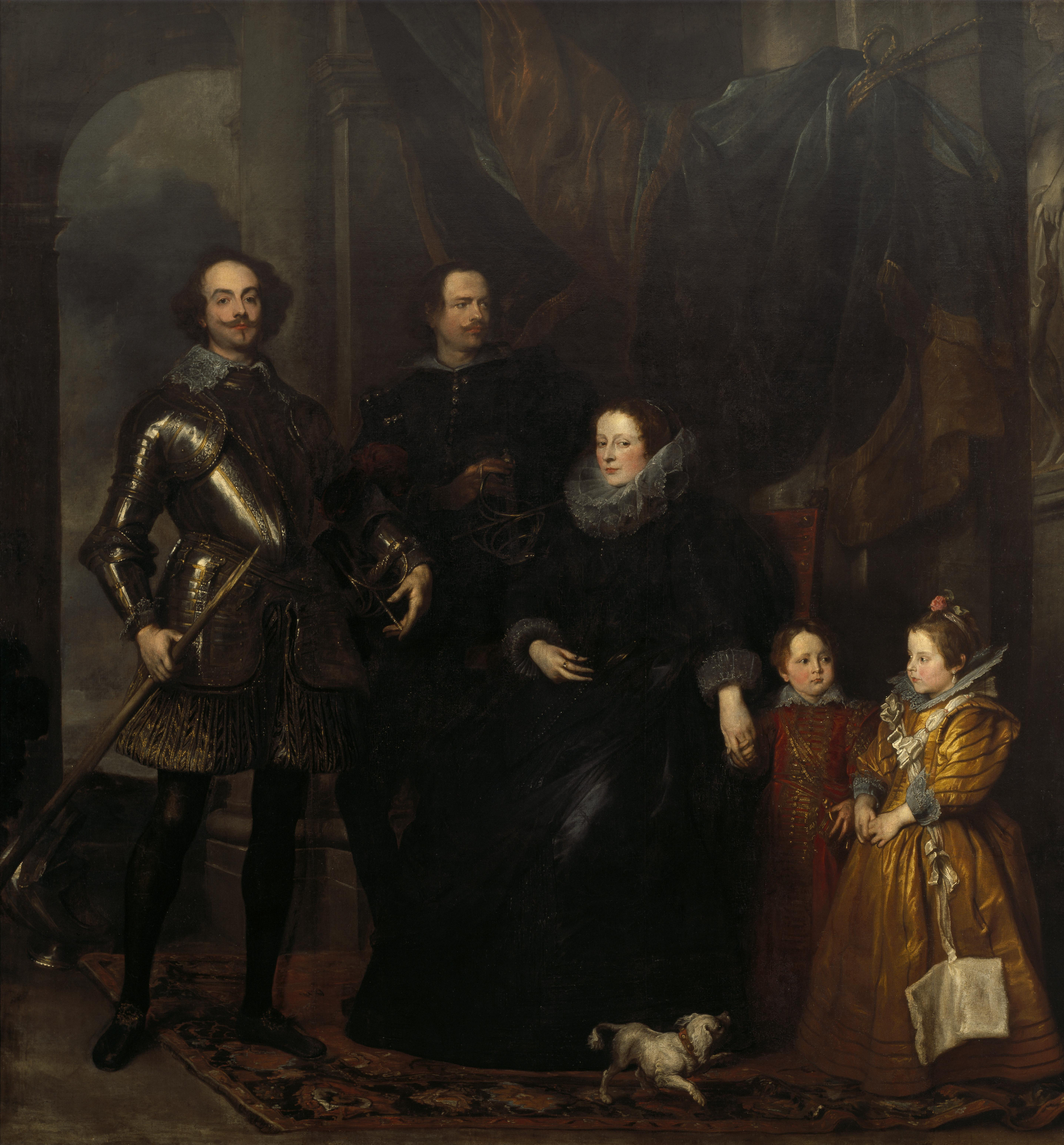
خانواده لومیدینی

آنتون ون دایک (نام فلاندری او) از والدینی مرفه در آنتورپ به دنیا آمد و هفتمین فرزند از ۱۲ فرزند بود.  پدرش فرانس ون دایک، تاجر ابریشم، و مادرش ماریا کوپرز، دختر دیرک کوپرز و کاترینا کونیکس بود.  او در ۲۳ مارس ۱۵۹۹ (به‌عنوان آنتونیو) غسل تعمید داده شد. استعداد او خیلی زود آشکار شد، و او در سال ۱۶۰۹ با هندریک ون بالن نقاشی می‌خواند ، و در حدود سال ۱۶۱۵ یک نقاش مستقل شد و با دوست کوچکترش یان بروگل جوان ، کارگاهی راه‌اندازی کرد . در سن پانزده سالگی، همانطور که خود پرتره او، ۱۶۱۳-۱۶۱۴، نشان می‌دهد، او قبلاً یک هنرمند بسیار برجسته بود . او تا فوریه ۱۶۱۸ به‌عنوان استاد آزاد در انجمن نقاشان آنتورپ سنت لوک پذیرفته شد  روبنس، که از هنرمندان قرارداد فرعی و همچنین کارگاه بزرگ خود استفاده زیادی کرد. تأثیر او بر این هنرمند جوان بسیار زیاد بود. روبنس از ون دایک نوزده ساله به‌عنوان "بهترین شاگرد من" یاد کرد.

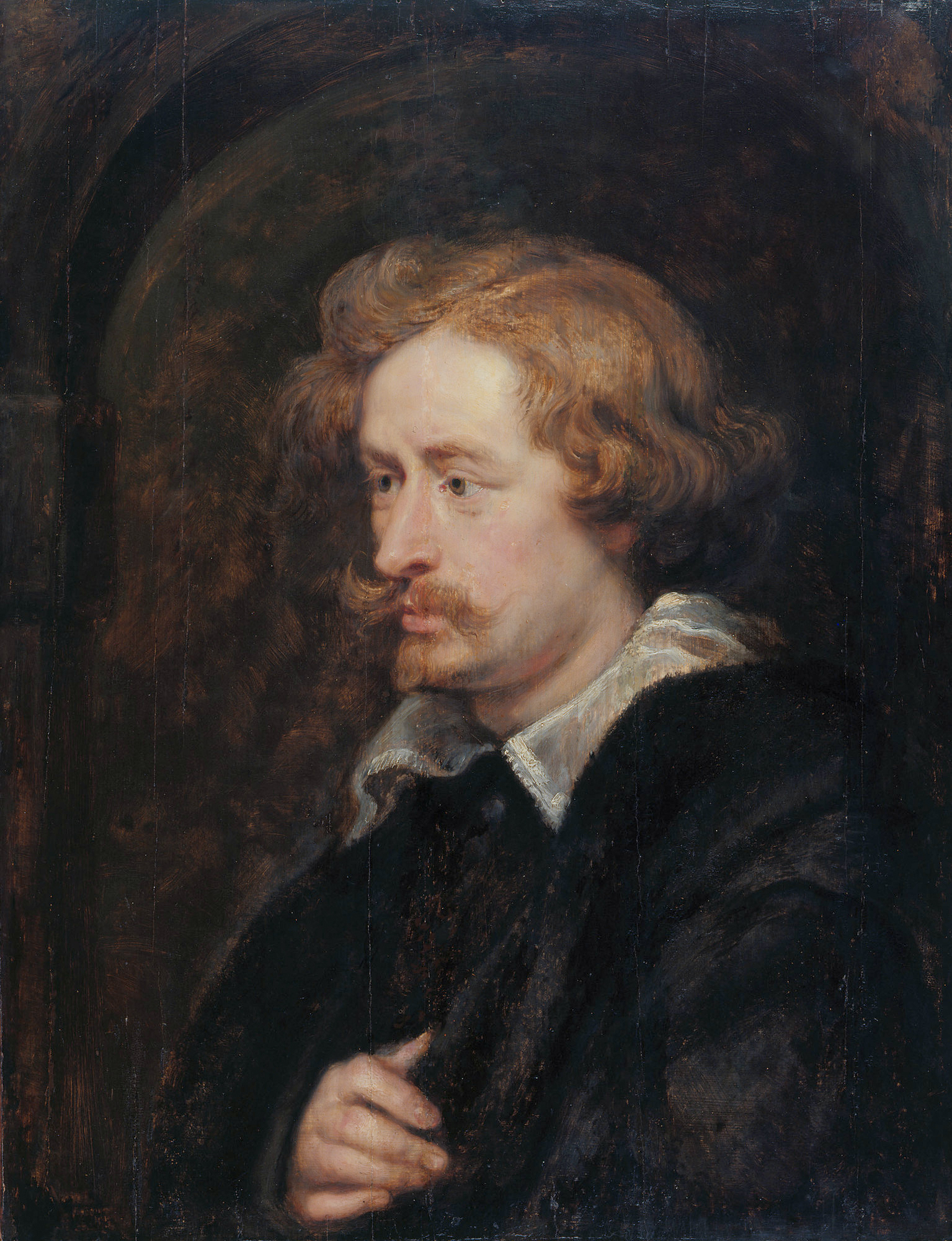
انتونی وندایک اثر پیتر پل روبنس

منشا و ماهیت دقیق رابطه آنها نامشخص است. حدس زده شده است که ون دایک از حدود سال ۱۶۱۳ شاگرد روبنس بوده است، زیرا حتی آثار اولیه او اثر کمی از سبک ون بالن نشان می‌دهد، اما هیچ مدرک روشنی برای این موضوع وجود ندارد.  در همان زمان، تسلط روبنس در شهر نسبتا کوچک و رو به زوال آنتورپ احتمالاً توضیح می‌دهد که چرا، علیرغم بازگشت دوره‌ای او به شهر، ون دایک بیشتر دوران حرفه‌ای خود را در خارج از کشور گذراند.  در سال ۱۶۲۰، در قرارداد روبنس برای کمیسیون اصلی سقف کارولوس بورومئوسکرک ، کلیسای یسوعیان در آنتورپ (در سال ۱۷۱۸ در اثر آتش سوزی از دست رفت)، ون دایک به‌عنوان یکی از "مربیان" مشخص شده است که قرار بود اعدام را اجرا کند. نقاشی به طرح‌های روبنس. برخلاف ون دایک، روبنس برای اکثر دادگاه‌های اروپا کار می‌کرد، اما از وابستگی انحصاری به هر یک از آنها اجتناب کرد.

#### ایتالیا
در سال ۱۶۲۰، به تحریک جورج ویلیرز، مارکس باکینگهام ، ون دایک برای اولین بار به انگلستان رفت و در آنجا برای پادشاه جیمز اول انگلستان کار کرد و ۱۰۰ پوند دریافت کرد. در لندن در مجموعه ارل آروندل بود که او برای اولین بار کار تیتیان را دید که استفاده از رنگ و مدل سازی ظریف فرم دگرگون کننده بود و زبان سبک جدیدی را ارائه می‌کرد که درس‌های ترکیب‌بندی آموخته شده از آن را غنی می‌کرد.

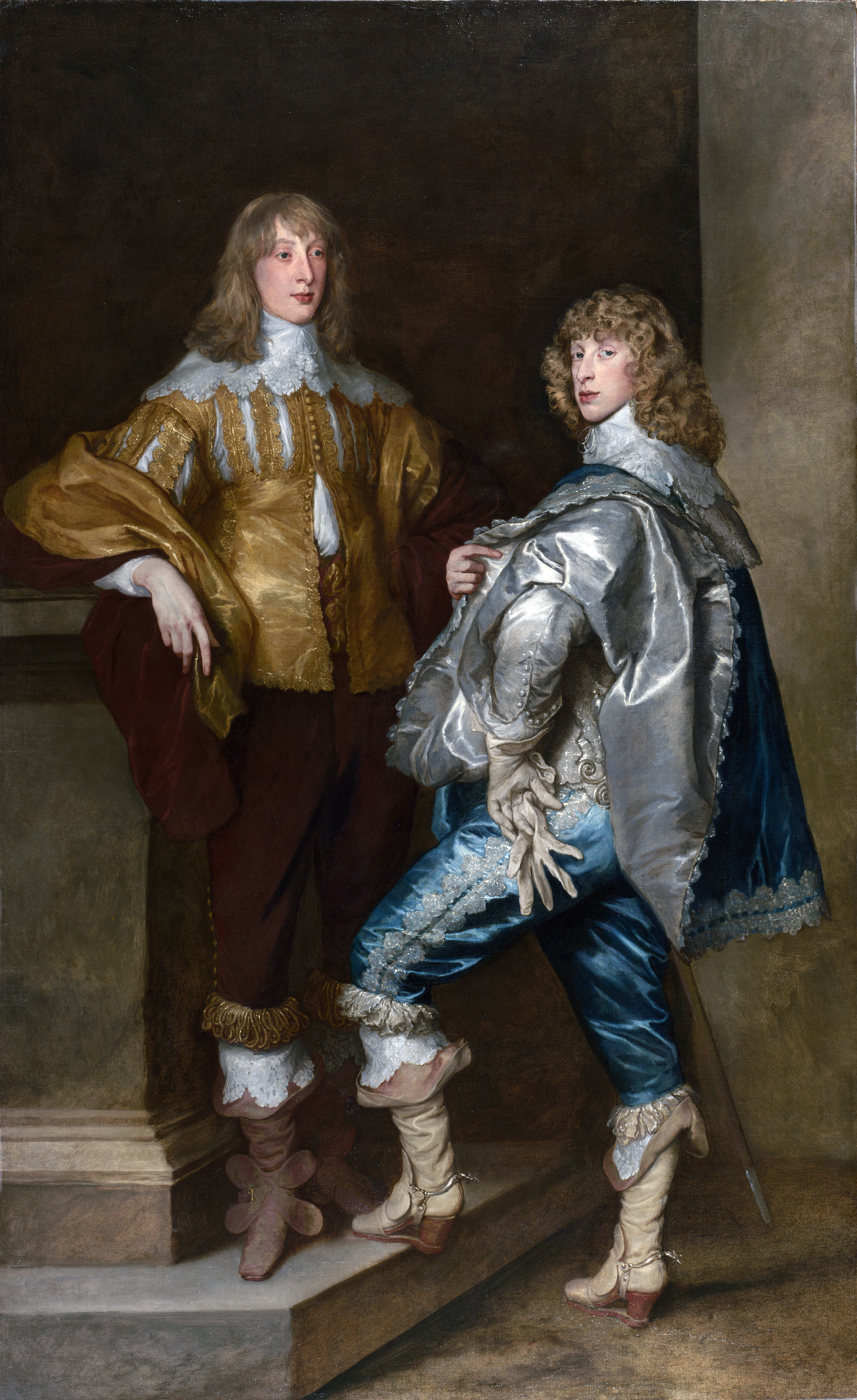
نمونه سبک لطیف تر از وندایک لرد استوارت و برنارد

او پس از حدود چهار ماه به فلاندر بازگشت و سپس در اواخر سال ۱۶۲۱ به ایتالیا رفت و شش سال در آنجا ماند. او در آنجا به مطالعه استادان ایتالیایی پرداخت و در عین حال حرفه‌ای موفق را به‌عنوان یک پرتره نگار آغاز کرد. جیووان پیترو بلوری می‌گوید: «او قبلاً خود را به‌عنوان چهره‌ای از پیامدها نشان می‌داد که مستعمره‌ی هنرمند نسبتاً غیرمتعارف شمالی در رم را آزار می‌داد ، با ظاهر شدن با شکوه زئوکسیس .... رفتار او به جای یک فرد معمولی، رفتاری نجیب زاده بود و در جامه‌های غنی می‌درخشید. از آنجایی که او در حلقه روبنس به اشراف زاده‌ها عادت داشت، و طبیعتاً دارای ذهنی عالی بود و می‌خواست خود را متمایز کند، بنابراین کلاهی با پر و سنجاق، زنجیر طلا بر روی سینه‌اش و همچنین ابریشم بر سر داشت. همراه خادمان.» 
آنتونی ون دایک ، اثر پیتر پل روبنس (۲۸-۱۶۲۷) او بیشتر در جنوا مستقر بود ، اگرچه به شهرهای دیگر نیز سفر کرد، و مدتی در پالرموی سیسیل ماند ، جایی که در طول طاعون ۱۶۲۴، یکی از بدترین طاعون‌های تاریخ سیسیل، قرنطینه شد. او در آنجا یک سری نقاشی مهم از قدیس طاعون شهر سنت روزالیا تولید کرد. تصویرهای او از زنی جوان با موهای بلوند روان که کتی از فرانسیسکن بر سر داشت و در خطر آن به سمت شهر پالرمو دراز می‌کرد، از آن زمان به بعد به نماد استاندارد قدیس تبدیل شد و برای نقاشان باروک ایتالیایی، از لوکا جوردانو گرفته تا بسیار اثرگذار بود. پیترو نوولی . نسخه‌ها شامل نسخه هایی در مادرید هستند،هیوستون ، لندن ، نیویورک و پالرمو ، و همچنین سنت روزالیا برای شهر پالرمو در پورتوریکو، و تاجگذاری سنت روزالیا در وین. مجموعه‌ای از نقاشی‌های سنت روزالیا ون دایک توسط گووین الکساندر بیلی و خاویر اف. سالومون مورد مطالعه قرار گرفته‌اند که هر دو نمایشگاه‌هایی را که به موضوع هنر ایتالیایی و طاعون اختصاص داده شده بود، برعهده داشتند.
برای اشراف جنوا، پس از آن در مرحله نهایی شکوفایی، او یک سبک پرتره تمام قد را توسعه داد، با استفاده از ورونز و تیتان و همچنین سبک روبنس از دوره خود در جنوا، جایی که چهره‌های بسیار بلند اما برازنده از بالا به تصویر نگاه می‌کنند. بیننده‌ای با خلاقیت عالی در سال ۱۶۲۷، او به آنتورپ بازگشت و به مدت پنج سال در آنجا ماند و پرتره‌های دوست‌داشتنی‌تری کشید که همچنان حامیان فلاندری او را تا حد ممکن شیک نشان می‌داد. یک پرتره گروهی در اندازه واقعی از بیست و چهار عضو شورای شهر بروکسل که او برای اتاق شورا کشیده بود در سال ۱۶۹۵ از بین رفت. ظاهراً او برای حامیان خود بسیار جذاب بود، و مانند روبنس، به خوبی می‌توانست در محافل اشرافی و درباری شرکت کند، که به توانایی او در دریافت حق کمیسیون می‌افزاید. در سال ۱۶۳۰، او به‌عنوان نقاش دربار فرماندار هابسبورگ فلاندر، آرشدوشس ایزابلا توصیف شد. در این دوره آثار مذهبی بسیاری از جمله محراب‌های بزرگ تولید کرد و کار چاپ خود را آغاز کرد.

## لندن و مرگ

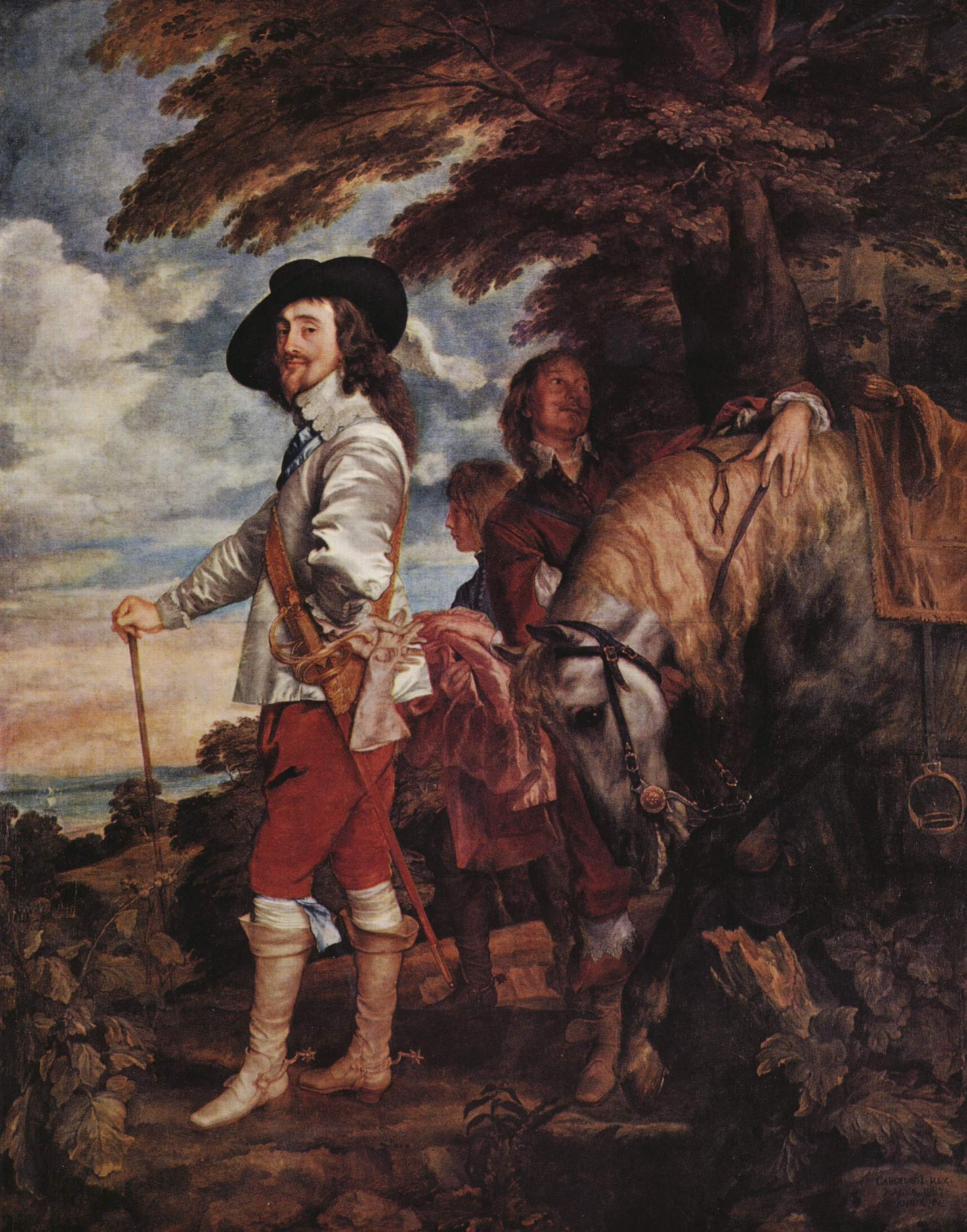
چارلز اول درحال شکار

شاه چارلز اول پرشورترین مجموعه‌دار هنر در میان پادشاهان استوارت بود و نقاشی را راهی برای ترویج دیدگاه بلند خود از سلطنت می‌دید. در سال ۱۶۲۸، او مجموعه افسانه‌ای را خرید که دوک مانتووا مجبور به فروش آن شد و از زمان به قدرت رسیدن خود در سال ۱۶۲۵ در تلاش بود تا نقاشان برجسته خارجی را به انگلستان بیاورد. در سال ۱۶۲۶، او توانست اورازیو جنتیلسکی را متقاعد کند که در انگلستان مستقر شود و بعداً دخترش آرتمیسیا و تعدادی از پسرانش به او ملحق شدند. روبنس یک هدف ویژه بود که در نهایت در سال ۱۶۳۰ برای یک مأموریت دیپلماتیک که شامل نقاشی نیز می‌شد، آمد و بعداً نقاشی‌های بیشتری را از آنتورپ برای چارلز فرستاد. روبنس در جریان دیدار نه ماهه خود که در طی آن لقب شوالیه دریافت کرد، بسیار خوب رفتار شد. پرتره نویس دربار چارلز، دانیل میتنز ، یک هلندی تا حدودی پیاده بود. چارلز بسیار کوتاه قد بود و قدش کمتر از ۱.۵ متر بود و چالش هایی را برای یک هنرمند پرتره مطرح می‌کرد.
ون دایک همچنان با دربار انگلیس در ارتباط بود و به مأموران شاه چارلز در جستجوی تصاویر کمک کرد. او برخی از آثار خود را ارسال کرد، از جمله یک سلف پرتره (۱۶۲۳) با اندیمیون پورتر ، یکی از عوامل چارلز، رینالدو و آرمیدا (۱۶۲۹) و یک عکس مذهبی برای ملکه. او همچنین خواهر چارلز، ملکه الیزابت بوهمیا ، را در لاهه در سال ۱۶۳۲ نقاشی کرده بود. در آوریل همان سال، ون دایک به لندن بازگشت و بلافاصله زیر بال دربار گرفته شد، و در ژوئیه لقب شوالیه دریافت کرد و در همان زمان دریافت کرد. حقوق بازنشستگی ۲۰۰ پوندی در سال، که در اعطای آن به‌عنوان اصلی ترین پینتر در عظمت آنها توصیف شد. او علاوه بر این دستمزد خوبی برای نقاشی‌هایش می‌گرفت، حداقل در تئوری، زیرا شاه چارلز در واقع به مدت پنج سال حقوق بازنشستگی خود را پرداخت نکرد و قیمت بسیاری از نقاشی‌ها را کاهش داد. به او خانه‌ای در رودخانه تیمز در بلکفریرز داده شد ، سپس درست خارج از شهر لندن ، بنابراین از انحصار شرکت پرستش نقاشان پرهیز کرد. مجموعه‌ای از اتاق‌ها در کاخ التهام که دیگر توسط خانواده سلطنتی استفاده نمی شد، نیز به‌عنوان خلوتگاه روستایی در اختیار او قرار گرفت. این اقامتگاه‌ها توسط شریک زندگی او مارگارت لمون اداره می‌شد . استودیوی Blackfriars او اغلب توسط پادشاه و ملکه بازدید می‌شد (بعداً یک گذرگاه ویژه برای سهولت دسترسی آنها ساخته شد) که تا زمانی که ون دایک زندگی می‌کرد به سختی برای نقاش دیگری می‌نشستند.
او بلافاصله در انگلستان به موفقیت دست یافت، جایی که تعداد زیادی پرتره از شاه و ملکه هنریتا ماریا و همچنین فرزندانشان کشید. بسیاری از پرتره‌ها در چندین نسخه ساخته شده اند تا به‌عنوان هدایای دیپلماتیک ارسال شوند یا به طرفداران پادشاهی که به‌طور فزاینده‌ای درگیر جنگ شده اند، داده شوند. در مجموع تخمین زده می‌شود که ون دیک چهل پرتره از خود شاه چارلز، و همچنین حدود ۳۰ پرتره از ملکه، ۹ نفر از ارل استرافورد و چندین پرتره از درباریان دیگر کشیده است.  او بسیاری از دربار و همچنین خود و معشوقه اش مارگارت لیمون را نقاشی کرد.
در انگلستان او نسخه‌ای از سبک خود را توسعه داد که ظرافت و راحتی را با اقتدار کم‌توجهی در موضوعات خود ترکیب می‌کرد که تا پایان قرن ۱۸ بر پرتره انگلیسی تسلط داشت. بسیاری از این پرتره‌ها پس‌زمینه منظره‌ای سرسبز دارند. پرتره‌های او از چارلز سوار بر اسب، عظمت امپراتور تیتیان چارلز پنجم را به روز کرد، اما پرتره او از چارلز که در موزه لوور از سوار شده است مؤثرتر و بدیع تر است: «به چارلز در یک محیط عمداً غیررسمی، ظاهری کاملاً طبیعی از حاکمیت غریزی داده شده است. چنان سهل انگارانه قدم می‌زند که در نگاه اول به نظر می‌رسد نجیب طبیعت است تا پادشاه انگلستان.  اگرچه پرتره‌های او ایده کلاسیک " کاوالیر " را ایجاد کرده است«سبک و لباس، در واقع اکثریت مهم‌ترین حامیان او در اشراف، مانند لرد وارتون و ارل‌های بدفورد ، نورثامبرلند و پمبروک ، در جنگ داخلی انگلیس که بلافاصله پس از مرگ او آغاز شد ، طرف پارلمانی را گرفتند مسیح حامل صلیبپرتره‌ای ناشناس از همسر ون دایک، مری روثون (نیمه دوم قرن هفدهم)، موزه ملی در کراکوف
پادشاه در شورا با نامه‌های ثبت اختراع به ون دایک در سال ۱۶۳۸ شهروندی اعطا کرد.  مری دختر پاتریک روثون بود که اگرچه این عنوان سلب شد، اما خود را لرد روثون نامید .  او در ۱۶۳۹-۱۶۴۰ بانوی منتظر ملکه بود. این ممکن است توسط پادشاه در تلاش برای نگه داشتن او در انگلستان تحریک شده باشد.  او بیشتر سال ۱۶۳۴ را در آنتورپ گذرانده بود، سال بعد بازگشت، و در ۱۶۴۰-۱۶۴۱، با نزدیک شدن به جنگ داخلی، چندین ماه را در فلاندر و فرانسه گذراند.. در سال ۱۶۴۰، شاهزاده جان کازیمیر لهستان را پس از آزادی از زندان فرانسه همراهی کرد.
نامه‌ای به تاریخ ۱۳ آگوست ۱۶۴۱ از لیدی روکسبورگ در انگلستان به خبرنگاری در لاهه گزارش داد که ون دایک از یک بیماری طولانی در حال بهبودی است.  در نوامبر، وضعیت ون دایک بدتر شد و او از پاریس به انگلستان بازگشت، جایی که برای نقاشی کاردینال ریشلیو رفته بود .  او در ۹ دسامبر ۱۶۴۱، همزمان با غسل تعمید دخترش جاستینیانا، در بلکفریرز لندن درگذشت.  او در ۱۱ دسامبر در گروه کر کلیسای جامع سنت پل به خاک سپرده شد . بقایای فانی و مقبره او (که توسط شاه ساخته شد) در آتش سوزی بزرگ لندن در سال ۱۶۶۶ ویران شد

هنریتا ماریا

### آثار
در قرن هفدهم، تقاضا برای پرتره بیشتر از سایر انواع کار بود. ون دایک تلاش کرد تا چارلز را متقاعد کند که مجموعه‌ای در مقیاس بزرگ در مورد تاریخچه Order of Garter برای خانه ضیافت، وایت هال ، که روبنز قبلاً نقاشی‌های سقف بزرگ را برای آن تکمیل کرده بود (آنها را از آنتورپ ارسال کرده بود) سفارش دهد. طرحی برای یک دیوار باقی مانده است، اما در سال ۱۶۳۸، چارلز برای ادامه کار بسیار کم بود.  این مشکلی بود که ولاسکوز نداشت، اما زندگی روزمره ون دایک به همان اندازه که ولاسکز با آن روبه‌رو بود، با وظایف دادگاه بی‌اهمیت مواجه نشد. ون دایک در آخرین سال‌های زندگی‌اش از پاریس تلاش کرد تا مأموریت نقاشی گرانده گالری لوور را بی‌نتیجه بگیرد.
فهرستی از نقاشی‌های تاریخی که توسط ون دایک در انگلستان تولید شده است، باقی مانده است. این کتاب توسط بلوری، زندگی نامه نویس ون دایک، بر اساس اطلاعات سر کنلم دیگبی گردآوری شده است. به نظر می‌رسد که هیچ یک از این آثار باقی نمانده است، به جز اروس و روان که برای پادشاه انجام شده است (در زیر).  اما بسیاری از آثار دیگر، بیشتر مذهبی تا اسطوره ای، باقی مانده اند، و اگرچه بسیار خوب هستند، اما به اوج نقاشی‌های تاریخی ولاسکوئز نمی رسند. آثار قبلی بسیار در سبک روبنس باقی مانده اند، اگرچه برخی از آثار سیسیلی او فردی هستند.
پرتره‌های ون دایک بیشتر از ولاسکز چاپلوس بود. هنگامی که سوفیا، بعداً انتخاب کننده هانوفر ، برای اولین بار ملکه هنریتا ماریا را در تبعید در هلند در سال ۱۶۴۱ ملاقات کرد، او نوشت: "پرتره‌های زیبای ون دایک به من تصور خوبی از زیبایی همه خانم‌های انگلیسی داده بود که از پیدا کردن آن شگفت زده شدم. که ملکه که در نقاشی بسیار خوب به نظر می‌رسید، زنی کوچک بود که روی صندلی خود بلند شده بود، با دست‌های لاغر بلند و دندان‌هایی مانند آثار دفاعی که از دهانش بیرون می‌آمد...» 
خواهران چیک ، یک پرتره دوتایی اواخر
برخی از منتقدان ون دایک را به دلیل منحرف کردن سنت پرتره نوپا و سختگیرانه انگلیسی - نقاشانی مانند ویلیام دابسون ، رابرت واکر و آیزاک فولر - به سمت چیزی که مطمئناً در دستان بسیاری از جانشینان ون دایک، مانند للی یا کنلر، تبدیل به ملایمت ظریف شد، سرزنش کرده‌اند .  دیدگاه مرسوم همیشه مطلوب‌تر بوده است: "وقتی ون دایک به اینجا آمد، چهره‌پردازی را برای ما آورد؛ از آن زمان تاکنون... انگلستان در آن شاخه بزرگ هنر در تمام جهان برتری داشته است." جاناتان ریچاردسون: مقاله‌ای در مورد نظریه نقاشی، ۱۷۱۵، ۴۱). گزارش شده است که توماس گینزبورو در بستر مرگش گفته است: "ما همه به بهشت می رویم و ون دایک از شرکت است." 
تعداد نسبتاً کمی از نقاشی‌های قلمی و شستشوی منظره یا آبرنگ‌های ساخته شده در انگلستان، نقش مهمی در معرفی سنت منظره آبرنگ فلاندری به انگلستان داشتند. برخی مطالعاتی هستند که مجدداً در پس‌زمینه نقاشی‌ها ظاهر می‌شوند، اما بسیاری از آنها امضا و تاریخ دارند و احتمالاً به‌عنوان آثار تمام‌شده‌ای در نظر گرفته می‌شوند که به‌عنوان هدیه داده می‌شوند. چندین مورد از جزئی ترین آنها مربوط به چاودار است، بندری برای کشتی‌ها به قاره، که نشان می‌دهد ون دایک آنها را به‌طور معمول در حالی که منتظر باد یا جزر و مد بود انجام داده است.

## چاپ

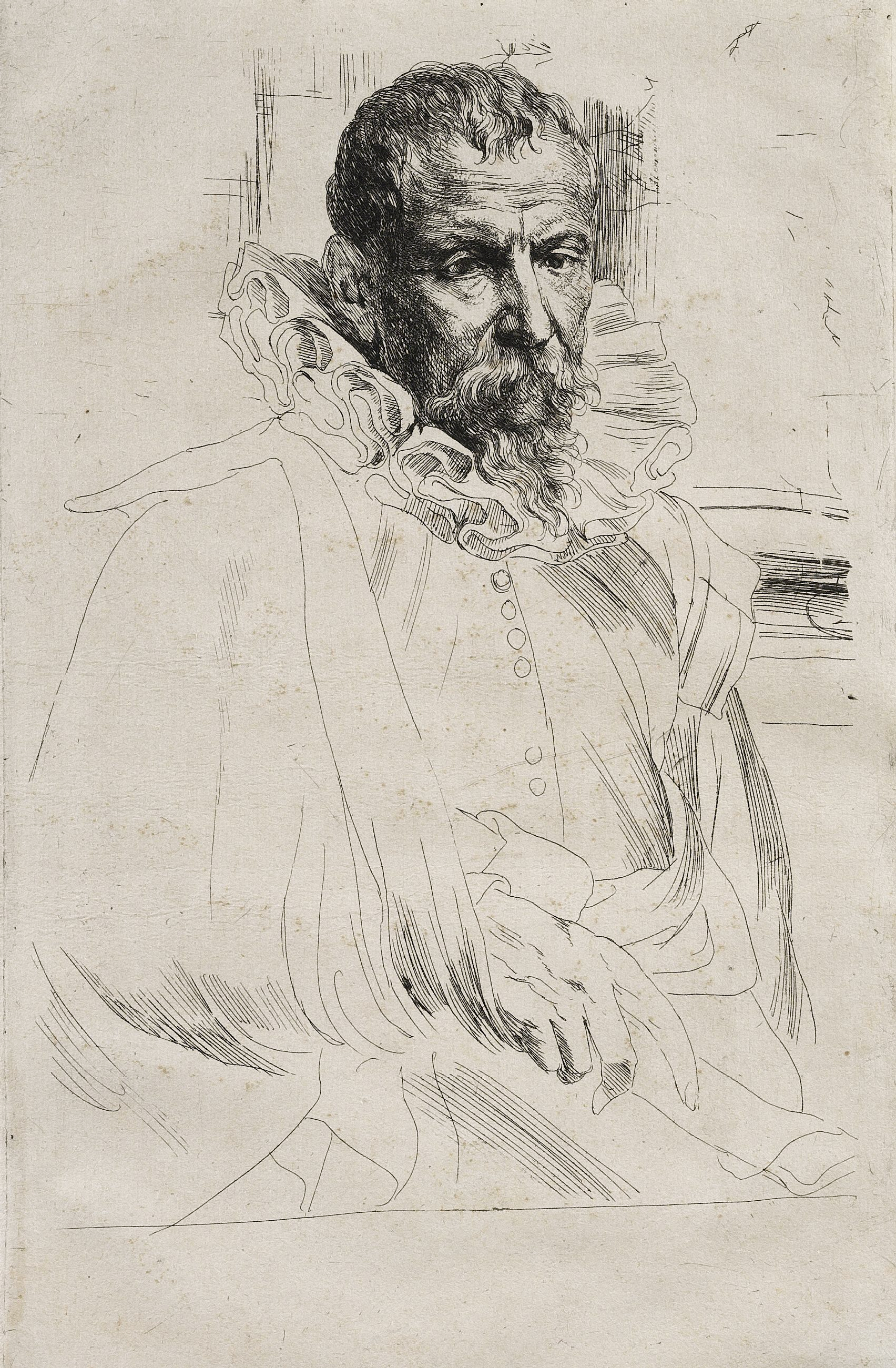
پیتر بروگل جوان اثر وندایک

تبدیل شد. او طراحی‌ها را تهیه کرد و در هجده پرتره ، سرها و خطوط اصلی شکل را حک کرد تا یک حکاکی کار کند: «اچ پرتره پیش از زمان او به ندرت وجود داشته است، و در کار او ناگهان در بالاترین نقطه‌ای که تا به حال در هنر به دست آمده است." 
او بیشتر کارهای چاپی را به متخصصانی سپرد که بعد از نقاشی‌های او حکاکی می‌کردند. به نظر می‌رسد صفحات حکاکی شده او تا پس از مرگش منتشر نشده است، و حالت‌های اولیه بسیار نادر است.  بیشتر صفحات او پس از اتمام کارش چاپ شد. برخی از آن‌ها پس از اضافه شدن حکاکی در حالت‌های بعدی وجود دارند و گاهی اچ‌کشی او را مبهم می‌کنند. او حداقل تا زمانی که به انگلستان رفت به این مجموعه اضافه کرد و احتمالاً اینیگو جونز را در زمان حضور در لندن اضافه کرد.
این مجموعه موفقیت بزرگی بود، اما تنها سرمایه‌گذاری او در زمینه چاپ بود. پرتره احتمالاً بهتر پرداخت می‌کرد و او دائماً مورد تقاضا بود. در هنگام مرگ او هشتاد بشقاب توسط دیگران وجود داشت که پنجاه و دو بشقاب از هنرمندان و همچنین هجده بشقاب خودش بود. بشقاب‌ها توسط یک ناشر خریداری شد. با فرسوده شدن صفحات به صورت دوره‌ای، چاپ آنها برای قرن‌ها ادامه یافت و این مجموعه به آن افزوده شد، به‌طوری که در اواخر قرن ۱۸ به بیش از دویست پرتره رسید. در سال ۱۸۵۱، این بشقاب‌ها توسط Calcographie du Louvre خریداری شد .
شمایل نگاری به‌عنوان یک مدل تجاری برای چاپ تولید مثل بسیار اثرگذار بود . سری‌های فراموش شده پرتره تا زمان ظهور عکاسی بسیار محبوب بودند: "اهمیت این مجموعه بسیار زیاد بود و مجموعه‌ای از تصاویری را ارائه داد که در طول چند قرن بعد توسط نقاشان پرتره در سراسر اروپا غارت شدند".  سبک حکاکی درخشان ون دایک، که به خطوط و نقاط باز بستگی داشت، در تضاد با سبک دیگر پرتره نگار بزرگ دیگر در چاپ‌های آن دوره، رامبراند بود، و تا قرن نوزدهم، زمانی که تأثیر بسیار خوبی داشت، تأثیر چندانی نداشت. تأثیر بر هنرمندانی مانند ویسلر در آخرین مرحله اصلی حکاکی پرتره.  Hyatt Mayor نوشت:
اچرز از آن زمان ون دایک را مورد مطالعه قرار داده است، زیرا آنها می‌توانند امیدوار باشند که مستقیم بودن درخشان او را تقریبی کنند، در حالی که هیچ کس نمی تواند امیدوار باشد که به پیچیدگی پرتره‌های رامبراند نزدیک شود. 

### کارگاه

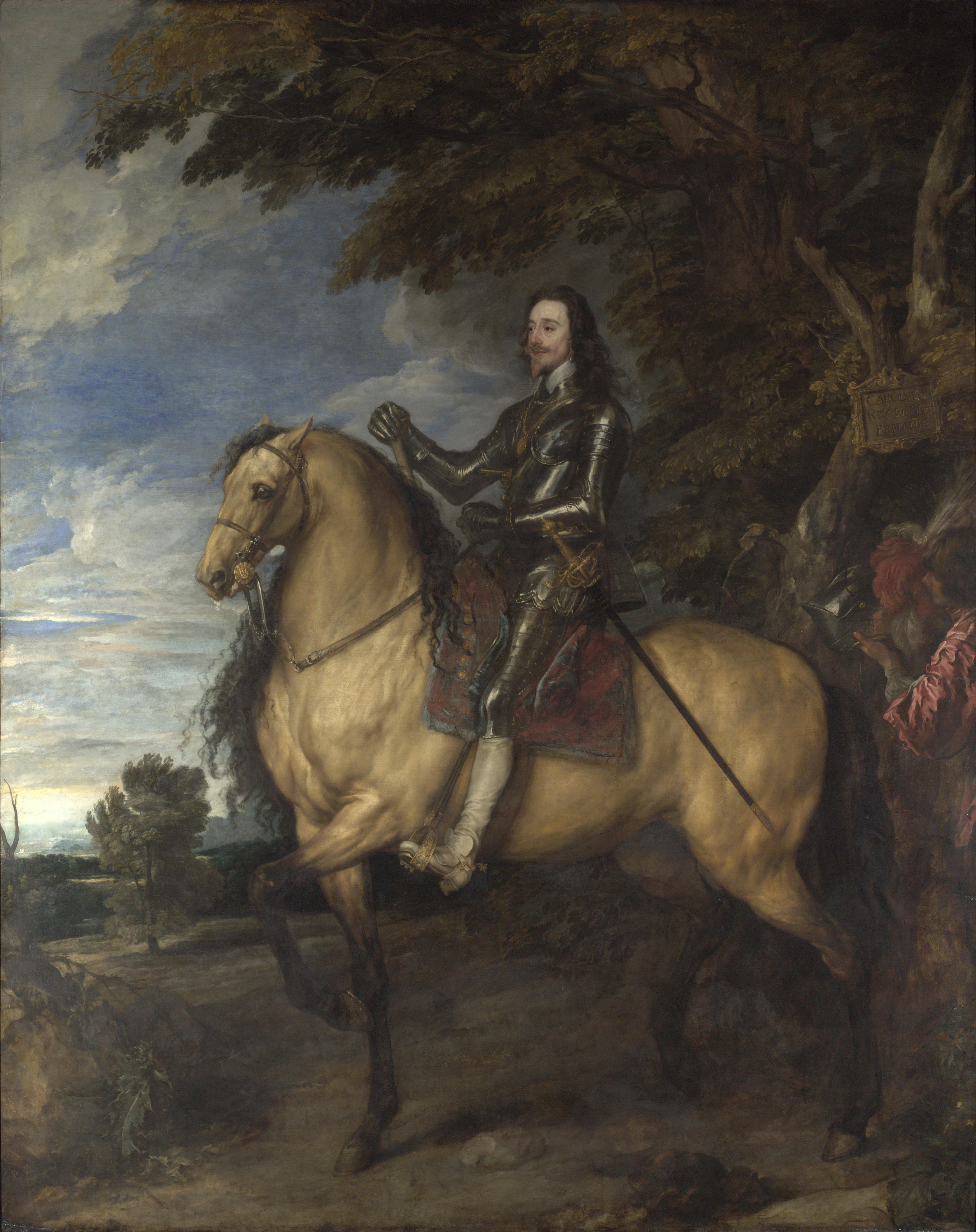
چارلز یکم سوار بر اسب

موفقیت ون دایک باعث شد تا کارگاهی بزرگ در لندن داشته باشد که به «خط تولید پرتره» تبدیل شد. به گفته یکی از بازدیدکنندگان، او معمولاً فقط یک نقاشی روی کاغذ می‌کشید، که سپس توسط دستیار روی بوم بزرگ می‌شد. سپس خودش سر را رنگ کرد. لباسی که مشتری می‌خواست در آن نقاشی شود در استودیو رها می‌شد و اغلب با بوم ناتمام برای هنرمندان متخصص در ارائه چنین لباس هایی ارسال می‌شد.  در سال‌های آخر او، این همکاری‌های استودیویی باعث کاهش کیفیت کار شد.
علاوه بر این، بیماری از نسخه‌های دست نخورده توسط او، یا تقریباً، توسط این کارگاه، و همچنین توسط نسخه نویسان حرفه‌ای و نقاشان بعدی تولید شد. تعداد نقاشی‌هایی که به او نسبت داده می‌شد تا قرن نوزدهم بسیار زیاد شد، مانند رامبراند ، تیتیان و دیگران. با این حال، اکثر دستیاران و کپی‌کنندگان او نمی‌توانستند به اصلاح روش او نزدیک شوند، بنابراین در مقایسه با بسیاری از استادان، اجماع بین مورخان هنر در مورد اسناد به او معمولاً نسبتاً آسان است، و برچسب‌گذاری موزه‌ها در حال حاضر عمدتاً به‌روز شده است (اسناد خانه‌های روستایی ممکن است در برخی موارد مشکوک تر است).

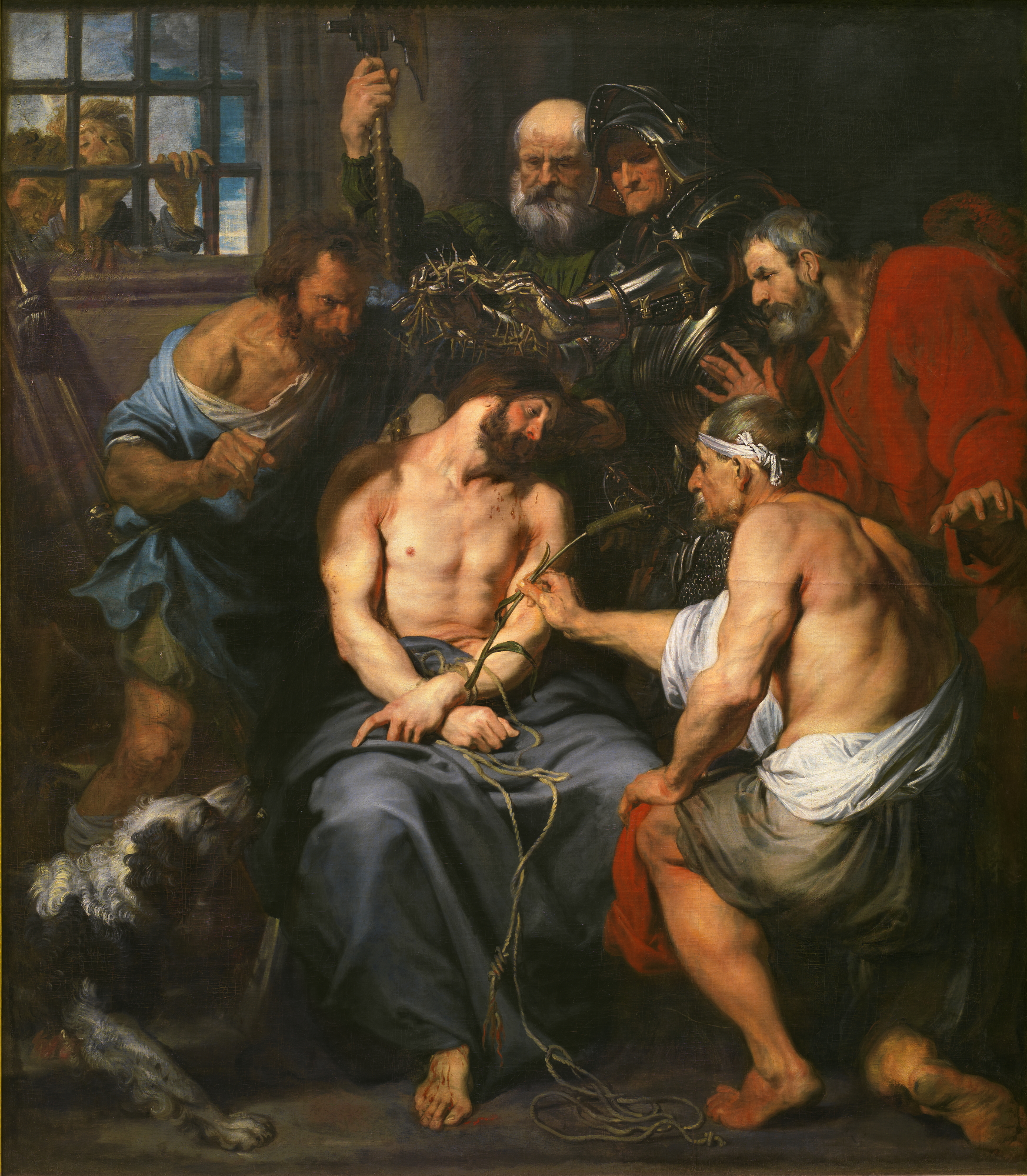
تاجگذاری مسیح

اسامی نسبتا کمی از دستیاران او که شناخته شده اند هلندی یا فلاندری هستند. او احتمالاً ترجیح می‌دهد از فلاندرزهای آموزش دیده استفاده کند، زیرا در این دوره هیچ آموزش انگلیسی معادلی وجود نداشت.  تأثیر عظیم ون دایک بر هنر انگلیسی از سنتی که از طریق شاگردانش منتقل شده نشأت نمی گیرد. در واقع نمی توان برای هیچ نقاش انگلیسی با هر اهمیتی ارتباط با آتلیه او را مستند کرد.  آدریان هانمان هلندی (۱۶۰۴-۱۶۷۱) در سال ۱۶۳۸ به زادگاهش لاهه بازگشت تا چهره‌پرداز برجسته آنجا شود.  نقاش فلاندری پیتر تییسبه‌عنوان یکی از آخرین شاگردان ون دایک در کارگاه ون دایک تحصیل کرد. او یک نقاش پرتره و تاریخ بسیار موفق در زادگاهش آنتورپ شد. 

## میراث
مدت‌ها بعد، مدل‌هایی که مدل‌های او می‌پوشیدند، نام ریش ون دایک را برای بزی‌های نوک تیز و کوتاه‌شده که برای مردان در زمان او رایج بود، و یقه ون دایک ، «یقه‌ای پهن روی شانه‌ها با لبه‌های فراوان توری» ارائه کرد.  در طول سلطنت جورج سوم ، لباس فانتزی "Cavalier" به نام ون دایک رایج بود. پسر آبی از Gainsborough چنین لباس ون دایک را پوشیده است. در سال ۱۷۷۴، پرسلن دربی ، پس از پرتره‌ای از یوهان زوفانی ، چهره‌ای از " پادشاه در لباس وندیک" را تبلیغ کرد.
تعداد گیج کننده‌ای از رنگدانه‌های مختلف مورد استفاده در نقاشی "Vandyke brown" نامیده شده اند (بیشتر در منابع انگلیسی زبان). برخی از آنها پیش از ون دایک هستند و مشخص نیست که او از هیچ یک از آنها استفاده کرده باشد.  قهوه‌ای ون دایک یک فرآیند چاپ اولیه عکاسی با استفاده از همان رنگ است.
هنگامی که ون دایک در سال ۱۶۳۲ لقب شوالیه را دریافت کرد، نام خود را به انگلیسی وندیک کرد.

## مجموعه ها

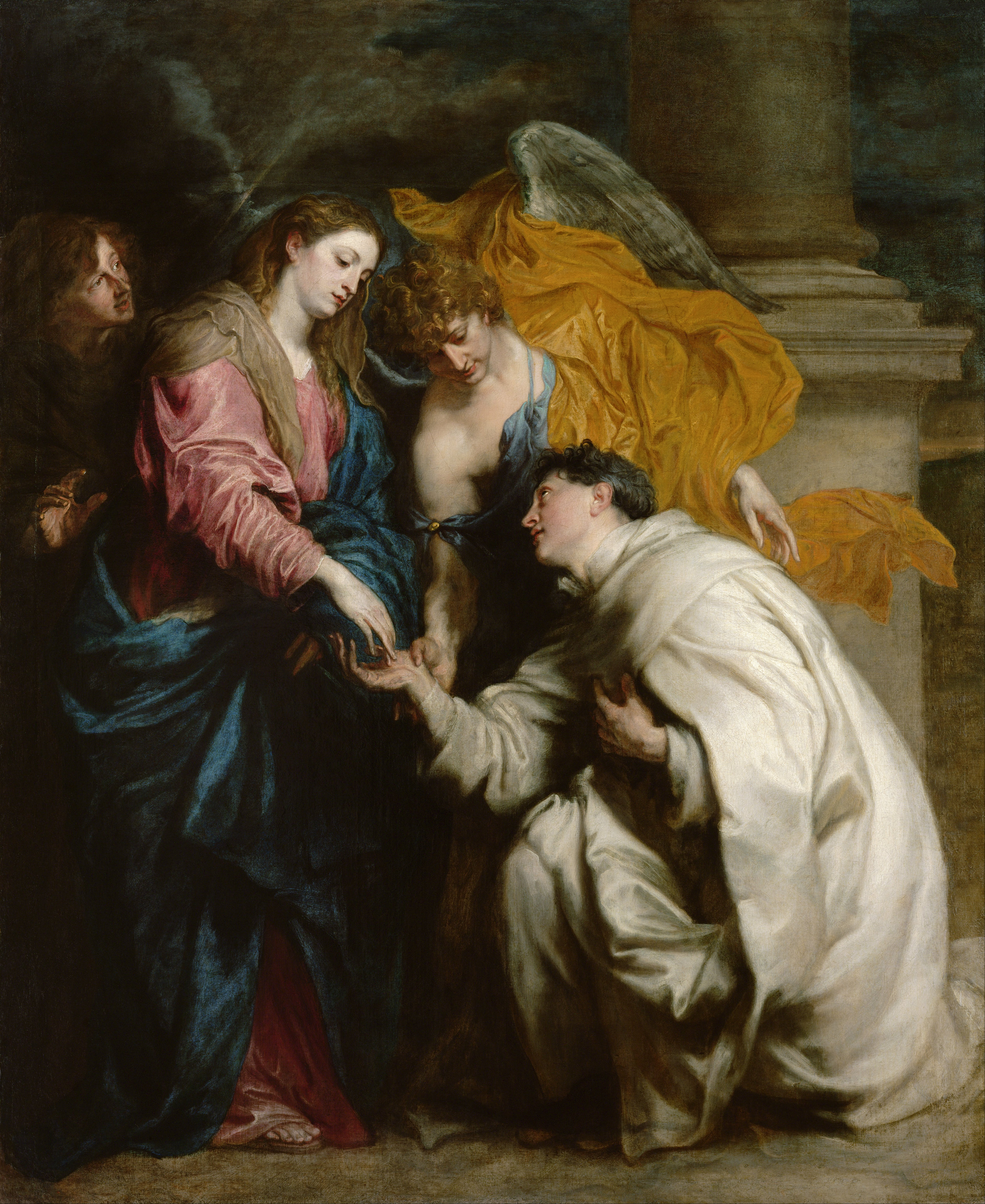
رؤیای هرمان یوسف مقدس ۱۶۲۹

مجموعه سلطنتی بریتانیا که هنوز هم بسیاری از نقاشی‌های او را در خود جای داده است، در مجموع بیست و شش نقاشی دارد.  گالری ملی لندن (چهارده اثر)، موزه دل پرادو (اسپانیا) (بیست و پنج اثر، مانند: خودنگاره با اندیمیون پورتر ، مار فلزی ، مسیح تاجگذاری شده با خارها ، گرفتن مسیح ، پرتره مری روثون ، همسر نقاش)،  موزه لوور در پاریس (هجده اثر)، Alte Pinakothek در مونیخ ،گالری ملی هنر در واشینگتن دی سی ، موزه هنرهای زیبا، بوستون ، و مجموعه فریک نمونه هایی از سبک پرتره او دارند. ویلتون هاوس هنوز کارهایی را که برای یکی از حامیان اصلی خود، ارل پمبروک انجام داد، نگه می‌دارد، از جمله بزرگترین اثر او، یک پرتره بزرگ خانوادگی با ده شخصیت اصلی. موزه‌های اسپانیا علاوه بر گروه پرادو، دارای حضور غنی این هنرمند هستند. موزه Thyssen-Bornemisza پرتره ژاک لو روی ،  دارایی مجموعه Carmen Thyssen-Bornemisza را حفظ می‌کند ، اما همچنین در موزه به نمایش گذاشته شده است ، مسیح مصلوب وجود دارد ، و موزه هنرهای زیبای بیلبائو یک مرثیه بزرگ قبل از مسیح مرده را در خود جای داده است.  در سال ۲۰۰۸، پاتریمونیو ناسیونال اسپانیا یک شهادت سنت سباستین را پس گرفت و آن را به صومعه اسکوریال بازگرداند ، دو قرن پس از برداشتن آن و متعاقباً، آکادمی واقعی دبلاس آرتس د سان فرناندو به‌عنوان متعلق به خود نشان داد نقاشی ذخیره شده، اضافه شده به دیگری، باکره با کودک با گناهکاران توبه کننده ،  علاوه بر این موسسه دارای یک طرح اصلی است. علاوه بر این، در دسامبر ۲۰۱۷، یک باکره با کودک ، که در Theموزه سرالبو که قبلاً اثر متئو سرزو در نظر گرفته می‌شد، پس از یک مطالعه جامع و پروژه مرمت، به‌عنوان اثر اصلی نقاش فاش شد.  سرانجام، موزه هنرهای زیبای والنسیا صاحب یک پرتره سوارکاری از دون فرانسیسکو د مونکادا است (در حال حاضر در حال بازسازی،  از آوریل ۲۰۲۰). 

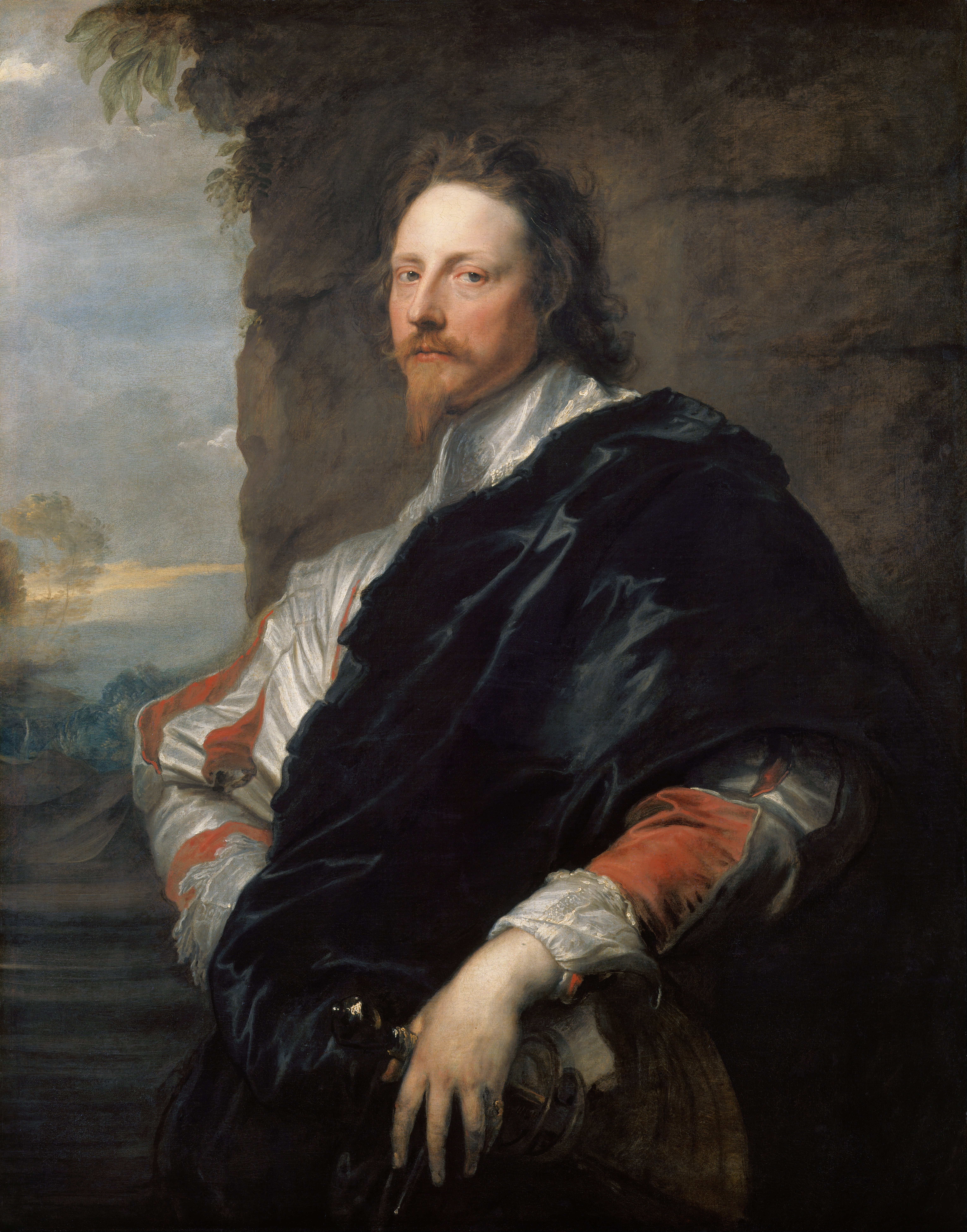
نیکلا لانیر

تیت بریتانیا نمایشگاه Van Dyck & Britain را در سال ۲۰۰۹برگزار کرد.  در سال ۲۰۱۶ مجموعه فریک در نیویورک نمایشگاهی با عنوان "ون دایک: آناتومی پرتره" برگزار کرد که اولین بررسی عمده از آثار این هنرمند در ایالات متحده بود. دو دهه.
املاک ارل اسپنسر در آلتورپ مجموعه کوچکی از ون دایک‌ها از جمله جنگ و صلح را در خود جای داده است (پرتره سر جورج دیگبی، دومین ارل بریستول ، سیاستمدار سلطنتی انگلیسی با ویلیام راسل، اولین دوک بدفورد ) که ارزشمندترین نقاشی است. در مجموعه و مورد علاقه ارل بود.

### تابلوی غارت شده توسط نازی ها
در سال ۲۰۱۷، پرتره آدریان هندریکس مونز اثر ون دایک ، اثر هنری غارت شده‌ای که توسط نازی هرمان گورینگ به دست آمده بود، به وارثان ژاک گودستیکر بازگردانده شد. پس از جنگ جهانی دوم، افراد بنای یادبود پرتره را به هلند برگرداندند که قرار بود آن را به خانواده یهودی بازمانده بازگرداند، اما در عوض آن را به یک دلال هنری در لندن فروخت  که آن را به میلیونر نازی پردازش مواد غذایی و عضو سابق حزب نازی فروخت. رودلف آگوست اوتکر . وارثان اوکتر نقاشی را به وارثان Goudstikkers بازگردانده شد.

## نگارخانه

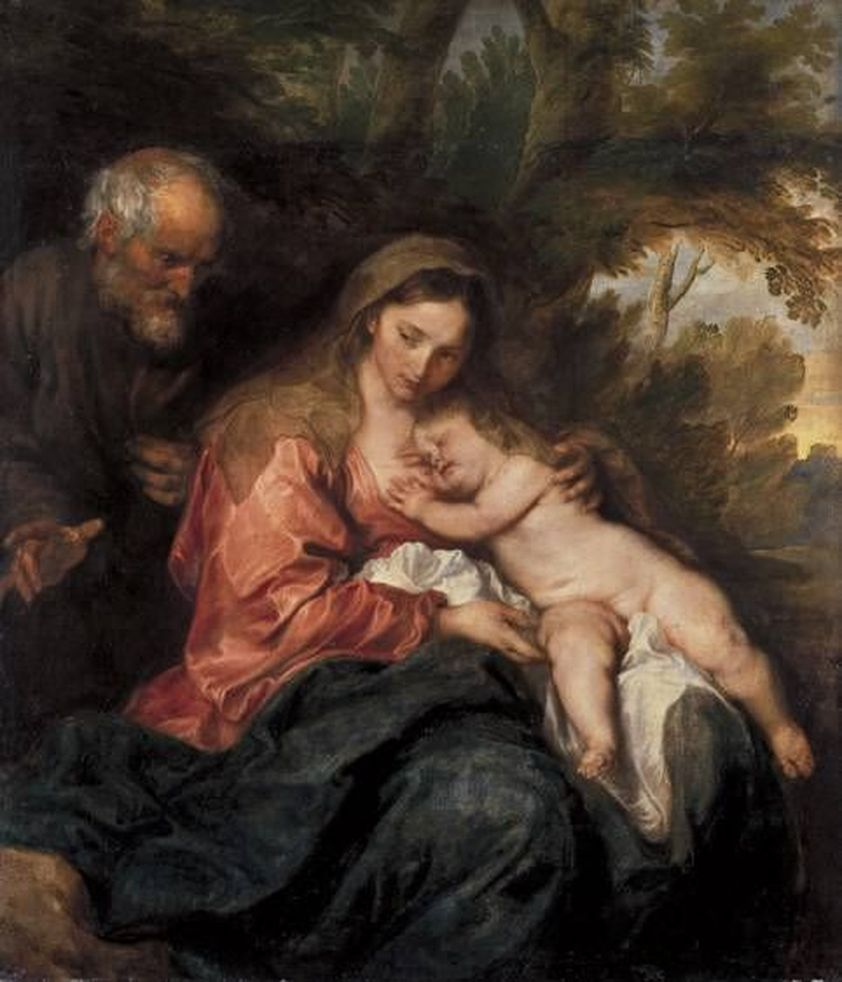
استراحت در راه سفر به مصر

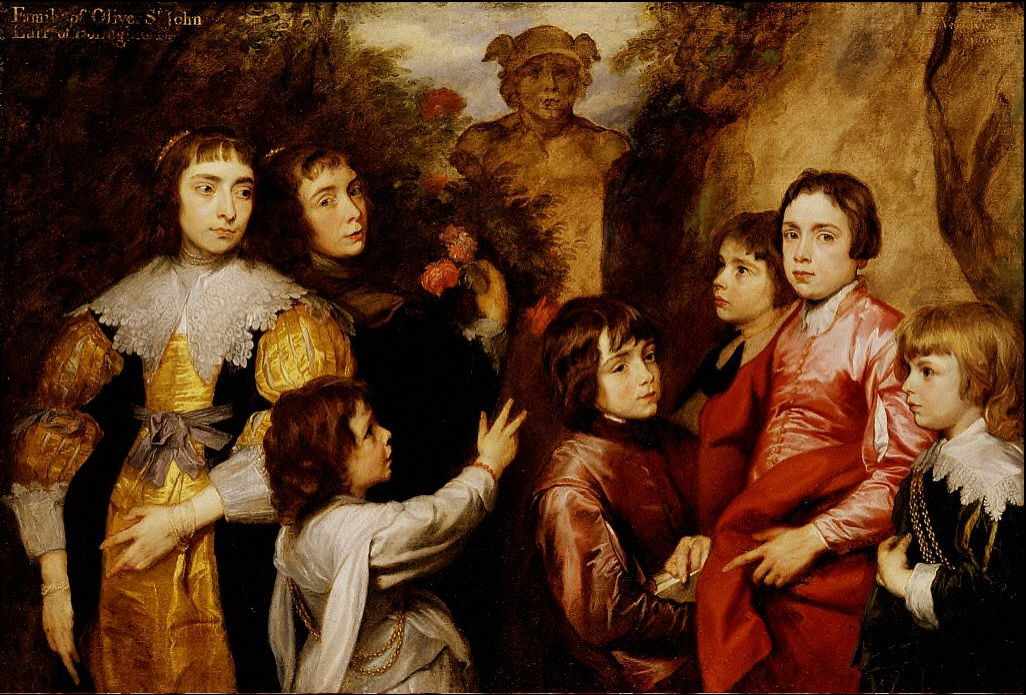
یک گروه خانوادگی (۱۶۳۴)
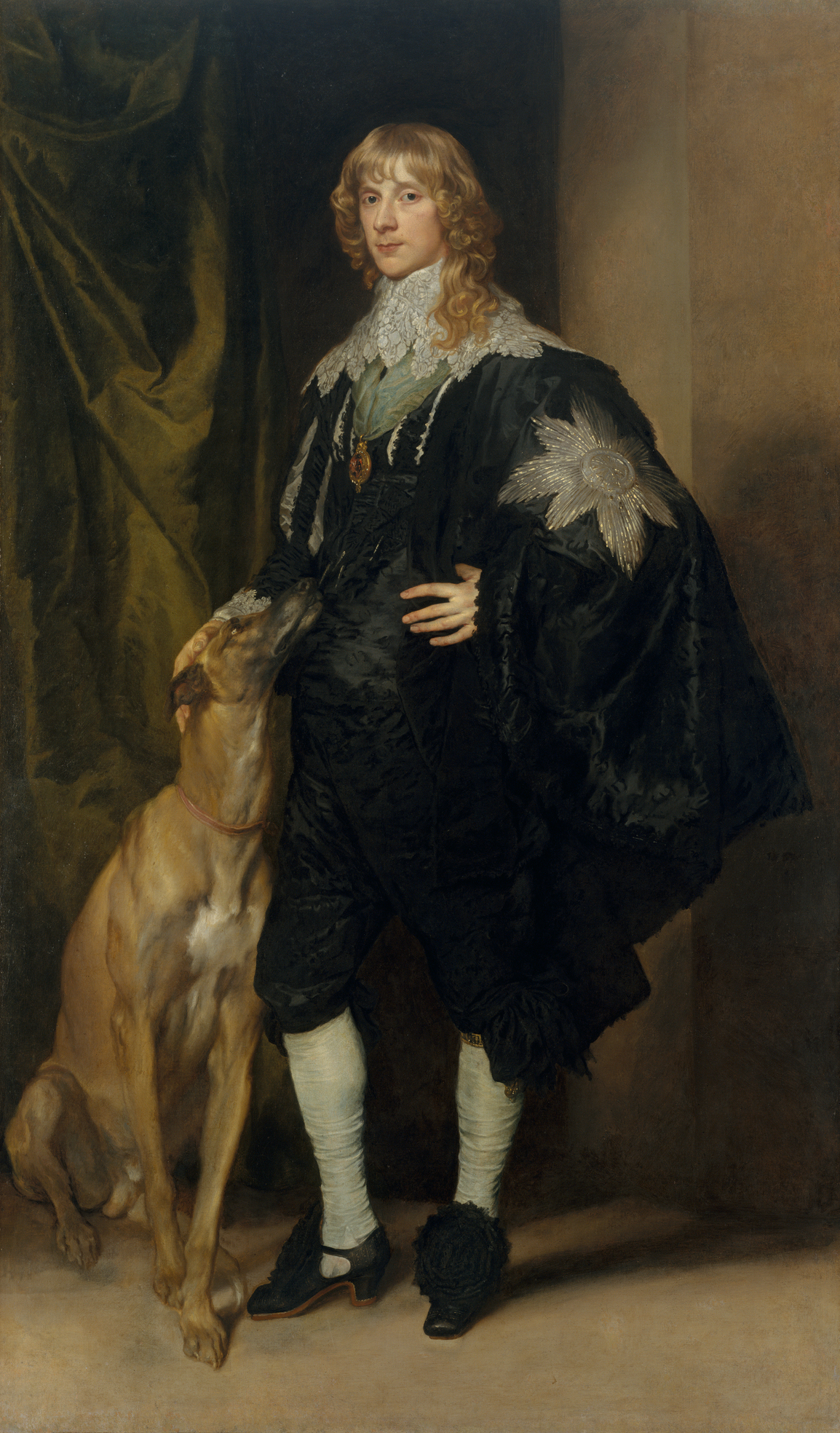
جیمز استیورات، دوک ریچموند